# Prémio Van Gysel
O Prémio Van Gysel (em francês:  Prix Van Gysel) é um galardão trienal, atribuído pela Fondation Van Gyse para a investigação biomédica.
Este prémio criado em 1989, foi criado em homenagem a Jean-Baptiste van Gysel  (1885 - 1956) e distingue os investigadores da União Europeia, que se distinguem no campo da investigação em Biomedicina.

## Laureados[2]
- 1990 - Pierre Laduron
- 1992 - Philip Cohen
- 1994 - Jens F.Rehfeld
- 1997 - Christine Dambly-Chaudière e Alain Ghysen
- 2000 - Gilbert Vassart
- 2003 - Emile Van Schaftingen
- 2006 - Leena Peltonen-Palotie
- 2009 - Franz-Ulrich Hartl